# Thalasseus
Thalasseus is een geslacht van vogels uit de familie meeuwen (Laridae). Het geslacht telt acht soorten.

## Soorten
- Thalasseus acuflavidus  – Amerikaanse grote stern
- Thalasseus albididorsalis  – Afrikaanse koningsstern
- Thalasseus bengalensis  – Bengaalse stern
- Thalasseus bergii  – Grote kuifstern
- Thalasseus bernsteini  – Chinese kuifstern
- Thalasseus elegans  – Sierlijke stern
- Thalasseus maximus  – Koningsstern
- Thalasseus sandvicensis  – Grote stern